# Suphi Soylu
Suphi Soylu (* 1. Januar 1949) ist ein ehemaliger türkischer Fußballspieler.

## Sportliche Karriere

### Im Verein
Suphi Soylu begann seine Karriere bei Sarıyer SK in der Saison 1968/69. Nach bereits einer Spielzeit trennten sich die Wege des Spielers mit Sarıyer SK. Im Sommer 1970 ging Soylu zu Galatasaray Istanbul. Von 1971 bis 1973 wurde Soylu mit Galatasaray türkischer Meister. Er selbst kam in den Spielzeiten 1971/72 und 1972/73 eher wenig zum Einsatz. Am Ende der Saison 1972/73 gewann er das erste Mal den türkischen Pokal.
1974 wechselte er zu Sakaryaspor. Im Mai 1975 beendete er seine Karriere.

### In der Nationalmannschaft
Suphi Soylu spielte 1970 für die türkische U-21-Nationalmannschaft.

## Erfolge
Galatasaray Istanbul
- Türkischer Fußballmeister: 1971, 1972, 1973
- Türkischer Fußballpokal: 1973